# Wildgeflügel
Als Wildgeflügel bezeichnet man alle frei lebenden Vögel, die für den menschlichen Verzehr erlegt werden. Teilweise wird dies für Federwild durch das geltende Jagdrecht eingeschränkt.
Zum Wildgeflügel zählt man Fasan, Rebhuhn, Wildente, Wildgans, Wildtaube, Perlhuhn und Wachtel, auch wenn sie teilweise durch Menschen gehalten und gezüchtet werden. (siehe auch: Volierenhaltung). Historisch gehörten auch verschiedene Singvögel zu den Wildgeflügeln, etwa die Lerchen, Drosseln und Wacholderdrosseln (Krammetsvogel).
Die Schnepfe wird teilweise dem Federwild, teilweise dem Hochwild zugerechnet, allgemein aber als Wildgeflügel bezeichnet. Der Afrikanische Strauß wird in Afrika, Australien und Teilen Europas gezüchtet, und sein Fleisch zur Ernährung genutzt. Allgemein zählt man es zu den "Exotischen Fleischarten", mit steigender Verbreitung jedoch auch zum Hausgeflügel und/oder dem gezüchteten Wildgeflügel.
Auerhuhn, Birkhuhn und Wacholderdrossel (Krammetsvogel) sind vom Aussterben bedroht und stehen deshalb meist unter Naturschutz. Früher wurden sie als Wildgeflügel gejagt und verzehrt. Schwäne und Pfauen wurden bis in die Zeit der Renaissance als festlichen Mahlzeit des Adels und der Geistlichkeit verzehrt.
In vielen Landesküchen werden weitere Vogelarten als Spezialitäten verzehrt. In Europa gehören dazu auch Raben, Krähen und Möwen, für die jedoch auch Nahrungstabus bestehen.